# Quercus pumila
Quercus pumila Walter – gatunek rośliny z rodziny bukowatych (Fagaceae Dumort.). Występuje naturalnie w południowo-wschodnich Stanach Zjednoczonych – w Alabamie, na Florydzie, w Georgii, Missisipi, Północnej Karolinie oraz Południowej Karolinie. 

## Morfologia
PokrójZrzucający liście krzew dorastające do 1 m wysokości. Kora ma szarą lub brązową barwę.
LiścieBlaszka liściowa jest gruczołowato owłosiona i ma kształt od podługowatego do odwrotnie jajowatego. Mierzy 2,5–10 cm długości oraz 1–3,5 cm szerokości, jest całobrzega i zawinięta na brzegu, ma ostrokątną lub zaokrągloną nasadę i wierzchołek od ostrego do zaokrąglonego. Ogonek liściowy jest owłosiony i ma 2–5 mm długości.
OwoceOrzechy zwane żołędziami o kształcie od jajowatego do podługowatego, dorastają do 10–15 mm długości i 9–12 mm średnicy. Osadzone są pojedynczo w miseczkach w kształcie kubka, które mierzą 4–12 mm długości i 10–15 mm średnicy. Orzechy otulone są miseczkami w 35–50% ich długości.

## Biologia i ekologia
Rośnie na sawannach oraz w zaroślach, na terenach nizinnych.